# Шпильберг, Илья Абрамович
Илья Абрамович Шпильберг (21 ноября 1909 — 8 марта 2000, Санкт-Петербург) — советский скрипач, заслуженный деятель искусств РСФСР.
Учился в Московской консерватории у Б. О. Сибора, Л. М. Цейтлина, в аспирантуре — у М. Б. Полякина. В 1937 году стал одним из лауреатов Всесоюзного конкурса скрипачей и виолончелистов.
Из Москвы перебрался в Ленинград. В 1934—1968 годах работал первым концертмейстером академического симфонического оркестра Ленинградской филармонии под руководством Е. Мравинского. Музыковед Ю. Я. Вайнкоп отмечал, что «И. Шпильберг — отличный скрипач, виртуозно владеющий инструментом; у него яркий, полнокровный звук, это темпераментный и волевой музыкант». Также руководил ленинградским ансамблем скрипачей.
По воспоминаниям С. М. Волкова играл на скрипке только на работе, оставляя её в филармонии. «Ему было достаточно репетиций с Мравинским, чтобы себя поддерживать в хорошей форме».